# Hrádek (powiat Klatovy)
Hrádek – miasteczko i gmina w Czechach, w powiecie Klatovy, w kraju pilzneńskim. Według danych z dnia 1 stycznia 2013 liczyła 1 335 mieszkańców.